# Yrsa Lundstrøm
Yrsa Lundstrøm (født Yrsa Hansen 18. juni 1890 i København, død 4. december 1954 samme sted, begravet Sundby Kirkegård) var en dansk maler. Hendes forældre var grosserer, senere direktør Axel Thorvald Hansen og Gunilda Selma Wilhelmina Kockum. Yrsa Hansen giftede sig den 7. juni 1923 i Paris med maleren Vilhelm Lundstrøm.

## Biografi
Yrsa Lundstrøm fik en kort, men lovende karriere som kunstner. I årene 1912-1922 deltog hun i adskillige gruppeudstillinger og en enkelt separatudstilling. Ved indgåelse af ægteskabet med Vilhelm Lundstrøm afbrød hun sit virke som maler. Hun havde dog nået at markere sig som en talentfuld, eksperimenterende ung kunstner. I 1920 deltog hun i Kvindelige Kunstneres Retrospektive Udstilling, som blev afholdt i Den Fries Udstillings Bygning. Her udstillede hun to oliemalerier: katalognummer 240 "Model med Spejl" og katalognummer 241 "Nature morte med blaa Kande". Kunsthistorikeren Hanne Abildgaard beskriver hendes værker: "Hendes udtryksform varierede stærkt fra det forenklede og stemningsbetonede i Morgensol til den mere robuste form i en række opstillinger."

### Uddannelse
Yrsa Lundstrøm forberedte sig til Kunstakademiet hos Emilie Mundt og Marie Luplau samt hos Vilhelmine Bang. Hun blev optaget på Kunstakademiets Kunstskole for Kvinder i 1909 og tog afgang 1914. Blandt de medstuderende på Kunstskolen for Kvinder var Ebba Carstensen og Kamma Thorn, senere Kamma Salto.

### Rejser og udlandsophold
- 1923-1932 Cagnes-sur-Mer
- 1938-1939 Paris

## Udstillinger
(Yrsa Lundstrøm deltog i alle udstillinger som Yrsa Hansen)
- 1912 Unge Kunstneres Forbund
- 1912, 1915-1921 Kunstnernes Efterårsudstilling
- 1914-1915, 1919, 1922 Charlottenborgs Forårsudstilling
- 1918 Ovenlyssalen, Bredgade, København s.m. Axel Bentzen, Annette Houth, Mogens Vantore, Immanuel Ibsen og Inger L. Køhler
- 1920 Kvindelige Kunstneres Retrospektive Udstilling
- 1923 Expo. Franco-Scand., Maison Watteau, Paris

### Separatudstillinger
- 1920 Anton Hansens Kunsthandel (sammen med Sigfride Bille og Annette Houth).

## Værker
- Roser (udstilling 1914)
- Stilleben (udst. 1915)
- En polakdreng (udst. 1915)
- Morgensol (udst. 1920)
- Kvindestudie (udst. 1920)
- Min søster Vera (udst. 1920)
- Siddende danserinde (udst. 1920)
- Model med spejl (udst. 1920)
- Kamelia (udst. 1922)[1]

## Værker i offentlig eje
- 2017 Fuglsang Kunstmuseum: Nature Morte med blå kande, før 1920.[4]